# Haunted Tales for Wicked Kids
Historietas Assombradas (Para Crianças Malcriadas) (tiếng Anh: Haunted Tales for Wicked Kids) là một loạt phim hoạt hình của Brazil sản xuất bởi Cartoon Network Mỹ Latinh kể từ ngày 04 tháng 3 năm 2013. Kể từ khi ra mắt bộ phim là phim hoạt hình được xem nhiều nhất trên các kênh, thậm chí vượt qua cả bản gốc sản xuất kênh. Nó được dựa trên một bộ phim ngắn cùng tên được tạo ra bởi Victor-Hugo Borges vào năm 2004.
Bộ phim ghi chép lại những cuộc phiêu lưu của Pepe và bạn bè của mình trong một thế giới tối tăm đầy sinh vật độc ác và quái vật. Dự kiến sẽ ra mắt trên toàn thế giới sau khi được mua lại bởi 9 Story Entertainment để phân phối. Nó cũng đã được phát sóng trên các kênh khác Tooncast và Cartoon Network tại Mỹ Latin. Nó hiện đang được lồng tiếng Anh. Ở châu Á, bản lồng tiếng Anh bắt đầu phát sóng vào ngày 07 tháng 10 năm 2016 trên kênh Disney Channel Asia.

## Nội dung
Bộ phim xoay quanh cuộc phiêu lưu của Pepe, một cậu bé xấu xa đang sống trong một lâu đài tối với bà ngoại của mình, một phù thủy làm việc bán cổ vật và lọ phép thuật trong internet. Bà luôn gửi cháu trai của mình để cung cấp cho họ. Mỗi tập Pepe và bạn bè của mình (Marilu, Roberto, Guto và Gastón) trải qua cuộc phiêu lưu siêu nhiên đối mặt với những con quái vật khác nhau trong thành phố.

## Nhân vật

### Chính
- Maria Lourdes "Marilu" da Silva (lồng tiếng bởi Iara Rica và Isabella Guarnieri) - người bạn tốt nhất của Pepe. Cô giúp Pepe trong cuộc phiêu lưu siêu nhiên của, thường xuyên nhận được rắc rối hơn trước khi cứu ngày. Cô đã phải lòng Pepe và Mario.
- Peperoni Von "Pepe" Kittenberg III (lồng tiếng bởi Charles Emmanuel và Erick Nario) - Một kẻ gây rối và là cậu bé thô lỗ với mái tóc màu đỏ gai nhọn làm việc giao hàng cho bà. Cậu luôn luôn lôi vào những trò nghịch ngợm và những vấn đề mình gây ra, phải đối mặt với tất cả những con quái vật và những sinh vật thần thoại xuất hiện trong thị trấn của mình, gần như luôn luôn thông qua lỗi của mình. Bạn bè của Pepe là Marilu, Guto, Gastón và Roberto những người thường xuyên theo dõi trong những cuộc phiêu lưu siêu nhiên.
- Ramona Bravaria de Lemornio "Grandmother" Peperonito (lồng tiếng bởi Nadia Carvalho và Angélica Santos) - bà ngoại của Pepe, sống trong ngôi biệt thự đen tối. Bà là một phù thủy già độc ác, sống những với con mèo và bán độc dược sử dụng cháu trai của mình như là một cậu bé giao hàng. Trong một tập phim được tiết lộ rằng bà ấy là chị gái của Lady Death.
- Guterico "Guto" Flores và Gaston de la Fleur (lồng tiếng bởi Oberdan Junior và Joaquim Santos de Ferreira và Luis Sérgio Vieira và William Viana) - anh em song sinh dính liền có hai đầu với nhau trên cùng một cơ thể. Guto có xu hướng tốt bụng trong khi Gaston là xấu tính và thô lỗ.
- Beto "Roberto" Massa (lồng tiếng bởi Charles Emmanuel và Rodrigo Antas và André Ferraz và Alexandre Moreno) - Một cậu bé cơ bắp cao. Cậu học trong cùng một phòng với Pepe và bạn bè của mình mặc dù là hơi lớn hơn so với họ. Cậu luôn luôn mặc một chiếc áo khoác đội tuyển và có một mái tóc mai.

### Định kỳ
- Mario (lồng tiếng bởi Luis Sérgio Vieira và Sérgio Barbosa và Fábio Lucindo) - kẻ không đội trời chung của Pepe, mặc dù không được coi là vậy. Cậu chính là người giàu nhất trong lớp và rất năng động, được đào tạo và tốt bụng, khá ngược với Pepe.
- Ramirez - con chó cưng của Pepe. Ramirez sống với Pepe và bà trong biệt thự, đôi khi đến để viện trợ cho Pepe. Ramirez là màu đen với một khuôn mặt trắng tương tự như các thành viên của ban nhạc Kiss.